# Ten Blake Songs
Ten Blake Songs es un ciclo de canciones para tenor y oboe compuestas durante la Navidad de 1957 por Ralph Vaughan Williams (1872–1958), para la película de 1958 La Visión de William Blake por Guy Brenton para Morse Films. Las primeros nueve canciones son de Canciones de Inocencia y de Experiencia por el poeta inglés y visionario William Blake (1757–1827); el décimo es de Augurios de Inocencia por el mismo poeta. El ciclo está dedicado al tenor Wilfred Brown y la oboísta Janet Craxton. Se estrenó en el Tercer Programa de la BBC, el 8 de octubre de 1958, poco después de la muerte del compositor.
Las canciones son:
1. "Bebé Alegría" (Inocencia)
2. "Un Veneno Árbol" (Experiencia)
3. "El Gaitero" (Inocencia, titulado "Introducción")
4. "Londres" (Experiencia)
5. "El Cordero" (Inocencia)
6. "El Pastor" (Inocencia)
7. "Ah! Girasol" (Experiencia)
8. "La crueldad Tiene Corazón Humano" (Experiencia)
9. "La Imagen Divina" (Inocencia)
10. "La eternidad" (Augurios, palabras de cierre)